# Die Schmausbrüder
Die Schmausbrüder, griechisch Daitales, ist die erste Komödie des griechischen Dichters Aristophanes. 427 v. Chr. wurde sie auf den Dionysien von Kallistratos gespielt und mit dem zweiten Preis honoriert. Der Nachwelt blieb sie jedoch nur als Fragment erhalten.

## Inhalt
Inhalt des Stückes ist die Beziehung zwischen einem Vater und seinen beiden Söhnen, von denen einer moralisch, der andere unsittlich ist. Als beide die gemeinsame Farm verlassen und zu einem städtischen Sophisten geschickt werden, flieht der moralische bald aufgrund der dort herrschenden Unanständigkeit, während der unmoralische bleibt, um die hinterhältigen Geschäftsgeheimnisse des Sophisten zu erfahren. Aristophanes stellt hier den Gegensatz zwischen der traditionellen Erziehung, die mehr Wert auf moralisches Verhalten bzw. Reden legt, und der „neuen“ Erziehung, der es um Redekunst, Spitzfindigkeit, Prahlerei und weniger um vernünftige Argumentation geht, dar. Der unmoralische Sohn hat sich diesen neuen Werten verschrieben, während der Vater als Repräsentant der alten Ausbildung fungiert und es an dieser Stelle zu einer voraussehbaren Trennung zweier Generationen kommt. Das Publikum soll jedoch mit dem Vater und seinem sittlichen Abkömmling sympathisieren, die aufgrund ihrer Rechtschaffenheit zu den moralischen Helden des Stückes werden.